# Transylvania 90210: Songs of Death, Dying, and the Dead
Transylvania 90210: Songs of Death, Dying, and the Dead ist das erste Soloalbum des US-amerikanischen Rockmusikers Wednesday 13. Es wurde am 12. April 2005 vom Label Roadrunner Records veröffentlicht, ebenso die erste Singleauskopplung I Walked with a Zombie.

## Stil und Inhalt
Das Genre des Albums ist Horrorpunk, der sich laut AllMusic an vielen anderen „Horror-Metal-Bands“ (z. B. Marilyn Manson) orientiert. Die Produktion ist zu „klinisch“, obwohl die Instrumente „handwerklich einwandfrei“ gespielt sind.

## Rezeption
AllMusic findet, das Album klinge zu nachgemacht:

“longtime admirers of the aforementioned artists will have heard it all before.”

„Langzeitfans der vorgenannten [im gesamten Review] Bands werden das alles schon gehört haben“

aversionline.com findet, das Album klinge „langweilig“, was auch am „klinischen“ Klang liege, vampster.com sieht das genauso und findet, die Platte fließe am Hörer vorbei.

## Tracklist
1. Post Mortem Boredom – 0:57
2. Look What the Bats Dragged in – 2:32
3. I Walked with a Zombie – 3:43
4. Bad Things – 3:37
5. House by the Cemetery – 3:20
6. God Is a Lie – 3:37
7. Haunt Me – 4:35
8. Transylvania 90210 – 3:54
9. I Want You...Dead – 4:08
10. Buried by Christmas – 3:08
11. Elect Death for President – 4:22
12. Rot for Me – 4:03
13. The Ghost of Vincent Price – 5:08
14. A Bullet Named Christ – 4:02

Für die Singleauskopplungen I Walked with a Zombie und Bad Things wurden Musikvideos veröffentlicht. Ersteres enthält Ausschnitte aus dem Horrorfilm Die Nacht der lebenden Toten.